# Loi de Baer
Ne doit pas être confondu avec Loi de von Baer.

Diagramme qui montre comment les vents sont déviés pour donner une circulation anti-horaire dans l'hémisphère nord autour d'une dépression. La force de gradient de pression est en bleu, celle de Coriolis en rouge et le déplacement en noir

En géologie, la loi de Baer, d'après Karl Ernst von Baer (1792-1876), émet l'hypothèse que, à cause de la rotation de la Terre, dans l’hémisphère nord, l'érosion est plus active sur la rive droite des rivières et sur la rive gauche dans l'hémisphère sud. En 1926, Albert Einstein a écrit un article expliquant les causes de ce phénomène.
Bien qu'il soit possible qu'une mesure globale de toutes les rivières conduirait à une corrélation, la force de Coriolis en magnitude est bien plus faible que les forces locales dues à l'écoulement de la rivière. Par conséquent, il est peu probable que l'effet de la loi de Baer soit important pour une rivière donnée.